# Glossosoma sellatum
Glossosoma sellatum är en nattsländeart som beskrevs av Ross och Hwang 1953. Glossosoma sellatum ingår i släktet Glossosoma och familjen stenhusnattsländor. Inga underarter finns listade i Catalogue of Life.